# Sprungmarke
Sprungmarke (Anker) wird in einigen Bereichen der EDV der Bezugspunkt innerhalb eines Programmes bzw. Dokuments bezeichnet.

## Sprungmarken in der Programmierung
In der Programmierung und in Skriptsprachen kommen Sprungmarken vor. Sie stellen eine Adresse innerhalb des Programmcodes dar.
Die Verwendung ist umstritten, da der Programmablauf dadurch unüberschaubar wird. In modernen Programmiersprachen kann man jeden goto-Befehl durch andere Kontrollstrukturen, wie beispielsweise die Schleife, ersetzen (siehe dazu auch Label und Sprunganweisung).
Unverzichtbar sind Sprungmarken aber im Debuggen (der Fehlersuche und -analyse eines Programmcodes), wobei damit Programmabläufe an bestimmten Stellen gestoppt, begonnen oder genauer untersucht werden können.

## Sprungmarken der Datenerschließung
Bei Sprungmarken handelt sich um einen Bezugspunkt innerhalb eines Dokumentes. Typisches Beispiel wäre die Verlinkung einer Zwischenüberschrift mit dem Inhaltsverzeichnis. Wenn man dem Verweis im Inhaltsverzeichnis folgt, springt das Dokument an den entsprechenden Ankerpunkt, sei es HTML (Näheres dazu siehe unter Anker), ein Textverarbeitungsprogramm (in Textdokumenten wird analog zur Sprungmarke auch der Begriff Textmarke verwendet), oder der Webbrowser.
Neben der Adressierung von Überschriften verwendet man Sprungmarken auch für die jeweiligen Seiten eines Dokuments (wie sie sich etwa aus dem automatischen Textumbruch „von selbst“ ergeben) und deren Kopfzeile, die Ansteuerung von Fußnoten, Querverweise und Verzeichnissen aller Art, oder für eingebettete Bilder, Tabellen, und andere Illustrationen.
Die Sprungmarken sind in der URL-Codierung typischerweise mit # codiert und trennen Dokumentadresse vom angefügten Namen der Sprungadresse. Ein Beispiel wäre die URL https://de.wikipedia.org/w/index.php?title=Sprungmarke#Sprungmarken_der_Datenerschliessung auf die Überschrift dieses Abschnitts des Wikipediaartikels, oder https://de.wikipedia.org/w/index.php?title=Sprungmarke#Textmarke an den daneben platzierten HTML-Anker. Auch die meisten Textverarbeitungsprogramme bauen in der internen Codierung auf der URL-Syntax auf, um die Sprungmarken allgemein zugänglich zu halten.